# Juncus pusillus
Juncus pusillus är en tågväxtart som beskrevs av Franz Georg Philipp Buchenau. Juncus pusillus ingår i släktet tåg, och familjen tågväxter. Inga underarter finns listade i Catalogue of Life.